# Mitsubishi Ki-46
Die Mitsubishi Ki-46 Dinah war eines der schnellsten japanischen Flugzeuge des Zweiten Weltkriegs.

## Entwicklung
Im Jahr 1937 wurde Mitsubishi mit der Entwicklung eines Flugzeugs beauftragt, das bei 400 km/h Marschgeschwindigkeit sechs Stunden Flugdauer in 4000–6000 Metern Höhe erreichte. Der Erstflug des Prototyps erfolgte am 14. November 1939. Die ersten Serienmaschinen kamen ab 1941 als Die Mitsubishi Ki-46 kam als Typ 100 Aufklärungsflugzeug Model 1 zum Einsatz. Die Ki-46 wurde vor allem als schneller Langstreckenaufklärer eingesetzt. Mit einer Höchstgeschwindigkeit von über 600 km/h war sie auch für die schnellsten alliierten Jagdflugzeuge nur sehr schwer abzufangen.
Der Entwurf war für die damalige Zeit recht konventionell: Tiefdecker mit einer großzügig verglasten Kabine für die zwei Mann Besatzung und zwei Sternmotoren in den Tragflächen. Es wurde aber auf saubere Linienführung und gute Aerodynamik geachtet. Bis Kriegsende wurden 1742 Exemplare gefertigt.

## Varianten
- Rikugun Ki-46-III-KAI

Die Ki-46-III-KAI, entwickelt im Rikugun Kokugijutsu Kenkyujo (Heeres-Luftfahrtforschungsinstitut), entstand 1944 zur Abwehr der zunehmenden amerikanischen Bombenangriffe durch B-29 auf die japanischen Inseln. Ab Mitte Mai 1944 forcierte man hierzu die Arbeiten zur Modifikation des erfolgreichen Aufklärers zum Höhenjäger mit zwei Kanonen im Bug und einer schweren Kanone als Schrägbewaffnung. Wegen der ungenügenden Steiggeschwindigkeit waren die Einsatzergebnisse der so entstandenen Ki-46-III-KAI enttäuschend.
- Ki-46-IIIb

In wenigen Exemplaren gebauter Jagdbomber. Die Leistungen waren enttäuschend.
- Ki-46-IIIc

Diese Variante mit zwei schräg nach unten feuernden Kanonen blieb nur ein Projekt.

## Technische Daten

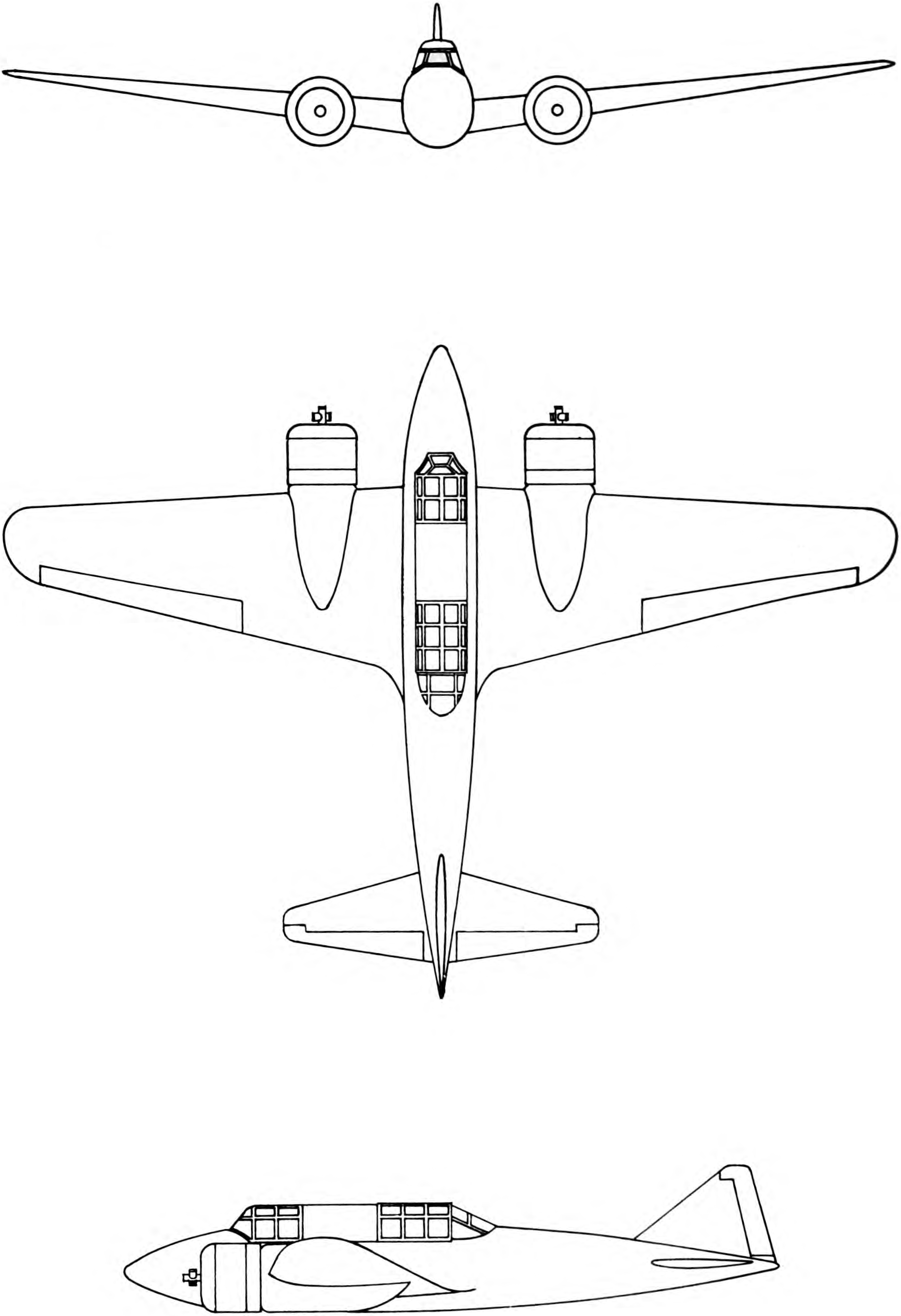
Dreiseitenriss Ki-46

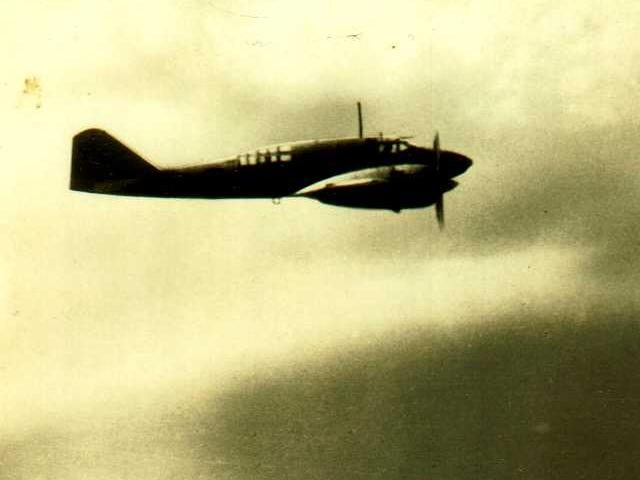
Mitsubishi Ki-46-II Type 100

| Kenngröße             | Daten (Ki-46-III)                            | (Ki-46-III-KAI)                                      |
| --------------------- | -------------------------------------------- | ---------------------------------------------------- |
| Besatzung             | 2                                            | 2                                                    |
| Länge                 | 11,00 m                                      | 11,48 m                                              |
| Spannweite            | 14,70 m                                      | 14,70 m                                              |
| Höhe                  | 3,88 m                                       | 3,80 m                                               |
| Flügelfläche          | 32 m²                                        | 32,40 m²                                             |
| Flügelstreckung       | 6,8                                          | 6,7                                                  |
| Leermasse             | 3.831 kg                                     | 3.820 kg                                             |
| Startmasse            | normal 5.722 kg max. 6.500 kg                | 6.230 kg                                             |
| Triebwerk             | zwei Doppelsternmotoren Mitsubishi Ha-112-II | zwei Doppelsternmotoren Mitsubishi Ha-112-II         |
| Leistung              | je etwa 1.500 PS (ca. 1.100 kW)              | je 1.525 PS (1.122 kW)                               |
| Höchstgeschwindigkeit | 630 km/h in 6.000 m Höhe                     | 610 km/h in 7.000 m Höhe 630 km/h in 6.000 m Höhe    |
| Steigzeit             |                                              | 19 min auf 8.000 m Höhe                              |
| Reichweite            | 4.000 km                                     | 2.000 km                                             |
| Dienstgipfelhöhe      | 10.500 m                                     | 10.500 m                                             |
| Bewaffnung            | –                                            | eine 37-mm-Kanone (Ho-203) zwei 20-mm-Kanonen (Ho-5) |